# رتيبة رشدي
رتيبة رشدي مغنية وراقصة وممثلة مصرية من مواليد الإسكندرية في 1903 وهي  أكبر أعضاء فريق فني عرف باسم (أخوات رشدي)، والوسطى «إنصاف رشدي» والصغرى «فاطمة رشدي» وهي أوفرهم حظًا من الشهرة والتي لقبت «سارة برنار الشرق».

## نشأتها
نشأت رتيبة في أحد منازل الإسكندرية في بدايات القرن العشرين، لعائلة تاجر ميسور الحال يمتلك مصنع حلويات. كانت واحدة من أربع بنات (رتيبة وإنصاف وفاطمة وعزيزة)، جدتهم لأمهم «حفيظة هانم» التي كانت في شبابها إحدى وصيفات زوجة الخديو إسماعيل. ساد بيت الأسرة جو من الثقافة وحب الفن، عمقته أكثر الجدة المثقفة، التي كانت تقرأ الروايات الأجنبية التي يتم تمثيلها على مسرح الأوبرا وتحضرها مع زوجة الخديو، السيدة المثقفة التي تجيد الفرنسية والتركية واليونانية، وبعض العربية، تعرض الأب لخسائر مادية كبيرة وأفلس مصنعه، وأصبح الوضع المادي للأسرة في أصعب حالاته، لتبدأ رحلة الفتيات في عالم الفن.

## المسيرة الفنية
بدأت مشوارها الفنى مغنية وراقصة في العشرينات مع أشهر الفرق المسرحية بالإسكندرية في ذلك الوقت، وهى فرقة «أمين عطا لله» المسرحية، وانطلقتا في الغناء والتمثيل، وكان النجاح حليفهما خاصة في ظل ندرة الممثلات والمطربات في ذلك الوقت الذي كان المسرح يستعين فيه في بعض الأحيان بممثلين رجال لتقديم الأدوار النسائية. وعملت مع فرقة (سيد درويش) ثم مع (نجيب الريحاني) ثم (عبدالرحمن رشدي) ثم مع (علي الكسار) ثم (أمين صدقي)، ومع (علي الكسار) كانت البطلة الأولى للفرقة. أشتركت عام 1928 في فيلم «فاجعة فوق الهرم» للمخرج إبراهيم لاما وبطولة شقيقتها فاطمة رشدي، وفي ديسمبر عام 1929 انضمت إلى شقيقتها (إنصاف) وافتتحا سويًا صالة جديدة بشارع فؤاد وأطلقوا عليها صالة رتيبة وإنصاف رشدي) وذاعت شهرتها، ثم قامت حكمدارية البوليس بإغلاق صالتهم بشارع فؤاد، وبعد عدة شهور افتتحا صالة جديدة وتحديدا في يونيو 1931، وقامتا باستئجار كازينو «المهدي»، وأطلقتا عليه اسم «صالة إنصاف رشدي» هربا من قرار الحكمدارية الذي ينص على غلق «صالة رتيبة وإنصاف»، وفي صيف 1932 أجبرت الأزمة الاقتصادية الفنان نجيب الريحاني على ترك مسرحه بالجيزة «الفنتازيو»، فاستأجرته الشقيقتان وافتتحتا «صالة رتيبة وإنصاف رشدي»، واستمرت الصالة بالعمل حوالي العام الواحد فقط، وفي عام 1935 بدأ نشاط الصالة بتقديم المسرحيات، وحمل اسم «كازينو» بدلا من «صالة»، ليستمر «كازينو بديعة وإنصاف رشدي» طوال موسم 1934 – 1935، قدمن فيه مسرحيات مثل (عين الحسود، الدنيا بخير، صباحية مباركة، اللى ما يشترى يتفرج) واسكتشات مثل (مدينة العجائب، أمّا مُرستان، المسحراتي، سوق بغداد، صحتك بالدنيا، يا ما نسمع ويا ما نشوف). وكان يعمل في فرقتهم الفنان والموسيقار «محمد فوزي» في بداية حياته.

## وصلات خارجية
- رتيبة رشدي على موقع الدهليز
- رتيبة رشدي على موقع قاعدة بيانات الأفلام العربية